# TOYOTA WEEKLY ALBUM TOP10
『TOYOTA WEEKLY ALBUM TOP10』（トヨタ・ウイークリー・アルバム・トップテン）は、TOKYO FMをキーステーションにJFN加盟各局で1994年4月から2000年3月まで放送されたランキング音楽番組。トヨタ自動車の一社提供。

## 概説・歴史
1994年4月2日、土曜日15:00-16:55の枠で『TOYOTA WEEKLY ALBUM TOP30』（トヨタ・ウイークリー・アルバム・トップサーティー）として放送開始。『KOSE カウントダウン・ジャパン（現：JA全農 COUNTDOWN JAPAN）』『コスモ ポップス ベスト10』に続く第3のランキング番組で、この時からカウントダウンステーションが確立する。
初代パーソナリティは市川博樹（現:ARCHE）と原田直美。東京・渋谷パルコにあるTOKYO FM渋谷スペイン坂スタジオからの生放送で、邦楽（J-POP）・洋楽それぞれの最新CDアルバムのランキングを発表し、アルバム収録曲を紹介するほか、毎回ゲストが1組登場して最新アルバムについてのトークを展開するのも魅力の一つであった。もちろん『カウントダウン・ジャパン』などと同様に、ゲストによってはスペイン坂スタジオ前にファンが殺到することも多かった。
当初は2時間番組で、30位までランキングを発表していたが、1994年10月1日、16:30-16:55の枠で『ONIX ゴールデン・ヒッツ』が開始されたことで、放送時間が16:25までに短縮される。その後はランキングが10位までとなり『TOYOTA WEEKLY ALBUM TOP10』に改称される。
1998年9月26日の放送を以て原田が卒業。翌週10月3日より放送時間が15:55までに短縮、1時間番組となる（『WONDA THE GOLDEN HITS』の時間拡大に伴う措置）とともに、クリステル・チアリが新パーソナリティとして登場（市川は続投）。
1999年6月26日、番組開始から務めた市川が卒業。同時にチアリも卒業し、番組史上初めてパーソナリティがそろって交代となる。7月3日の放送から、川上真二（現:SINJI）と有坂来瞳のコンビが登場する。
2000年3月、TOP30時代を含めた番組シリーズは6年間の歴史に幕を下ろした。
なお、カウントダウンステーション第3部のトヨタ一社提供枠は後番組の『TOYOTA SUPER WORLD COUNTDOWN』とその後の『TOYOTA SOUND IN MY LIFE』まで続くこととなる。また、SINJI・有坂コンビは『SOUND IN MY LIFE』初期までの3番組に亘ってTOKYO FM土曜午後3時台を支えた。
なお、当時のJFN加盟各局中FM三重では最後までネットされなかった。

## パーソナリティ
- 市川博樹（1994年4月 - 1999年6月）
- 原田直美（1994年4月 - 1998年9月）
- クリステル・チアリ（1998年10月 - 1999年6月）
- 川上真二（1999年7月 - 2000年3月）
- 有坂来瞳（1999年7月 - 2000年3月）

## 放送時間の変遷
『TOYOTA WEEKLY ALBUM TOP30』
- 1994年4月2日 - 9月24日、毎週土曜日 15:00-16:55

『TOYOTA WEEKLY ALBUM TOP10』
- 1994年10月1日 - 1998年9月26日、毎週土曜日 15:00-16:25
- 1998年10月3日 - 2000年3月25日、毎週土曜日 15:00-15:55

## 年間チャート1位獲得アルバム

### 邦楽年間チャート1位
| 年度 | アルバムタイトル             | アーティスト |
| ---- | ---------------------------- | ------------ |
| 1994 |                              |              |
| 1995 |                              |              |
| 1996 |                              |              |
| 1997 | REVIEW-BEST OF GLAY          | GLAY         |
| 1998 | Mother Father Brother Sister | MISIA        |
| 1999 | First Love                   | 宇多田ヒカル |

### 洋楽年間チャート1位
| 年度 | アルバムタイトル | アーティスト                 |
| ---- | ---------------- | ---------------------------- |
| 1994 |                  |                              |
| 1995 |                  |                              |
| 1996 |                  |                              |
| 1997 | BUTTERFLY        | マライア・キャリー           |
| 1998 | タイタニック     | オリジナル・サウンドトラック |
| 1999 | Millenium        | バック・ストリート・ボーイズ |

## 28年間アルバムベスト10
1998年4月にTOKYO FMにて放送された特別番組「THE COUNTDOWN RADIO 2000〜BEST HIT 28years〜」にて、TFM開局の1970年より1997年まで28年間の邦楽・洋楽アルバムのベスト10が発表された。ランキングはこちらを参照。

## ネット局
JFN35局ネット（2000年3月番組終了時点）。
- TOKYO FM（制作局）
- AIR-G'
- AFB
- FM IWATE
- Date fm
- AFM
- Boy-FM（現Rhythm station）
- ふくしまFM（1995年10月開局からネット）
- RADIO BERRY（1994年4月開局からネット）
- FMぐんま
- FM-NIIGATA
- FMとやま
- HELLO FIVE
- FM福井
- FM長野
- K-mix
- FM AICHI（現@FM）
- e-radio（1996年12月開局からネット）

- fm osaka（現FM OH!）
- V-air
- FM岡山（1999年4月開局からネット）
- HFM
- FMY
- FM香川 be file 786
- FM徳島
- JOEU-FM
- Hi-Six
- FM FUKUOKA
- FMS
- SMILE-FM（現FM Nagasaki）
- FM中九州（FMK、現エフエム・クマモト）
- Air-Radio FM88
- JOY FM
- μFM
- FM沖縄

### ネットされなかった局
- FM三重（該当時間枠に自社制作番組を放送していたため。）[1]